# Emilio Marquez
Emilio Márquez (Los Angeles, ??), conhecido pela alcunha de "El Sadístico" é um baterista estadunidense, descendente de mexicanos, que atuou nas bandas de heavy-metal Possessed, Asesino, Engrave, Brainstorm, Nokturnal Fear, Coffin Texts, Brujeria, Sadistic Intent.